# Bertolonia formosa
Bertolonia formosa är en tvåhjärtbladig växtart som beskrevs av Alexander Curt Brade. Bertolonia formosa ingår i släktet Bertolonia och familjen Melastomataceae. Inga underarter finns listade i Catalogue of Life.